# Каваз, Фарук
Мухамме́д Фару́к Кава́з (тур. Muhammed Faruk Kavaz; род. 2 января 1999, Эрзурум) — турецкий кёрлингист.
В составе мужской сборной Турции участник чемпионата мира 2023 (заняли одиннадцатое место) и чемпионата Европы 2022 (заняли шестое место}).

## Команды
| Сезон   | Четвёртый        | Третий                   | Второй                   | Первый         | Запасной                                       | Турниры                              |
| ------- | ---------------- | ------------------------ | ------------------------ | -------------- | ---------------------------------------------- | ------------------------------------ |
| 2018—19 | Огузхан Каракурт | Орхун Юдже               | Мухаммет Хайдар Демирель | Фарук Каваз    | Eren Yildiz тренеры: Ахмет Челик, Тони Заммейк | ЧМЮ-Б 2019 (дек.) (5 место)          |
| 2019—20 | Огузхан Каракурт | Орхун Юдже               | Мухаммет Хайдар Демирель | Фарук Каваз    | Eren Yildiz тренеры: Ахмет Челик, Тони Заммейк | ЧМЮ-Б 2019 (дек.) (5 место)          |
| 2022—23 | Угурджан Карагёз | Мухаммет Хайдар Демирель | Мухаммед Зеки Учан       | Орхун Юдже     | Фарук Каваз тренер: Ахмет Челик                | ЧЕ 2022 (6 место) ЧМ 2023 (11 место) |
| 2023—24 | Угурджан Карагёз | Мухаммет Хайдар Демирель | Мухаммед Зеки Учан       | Орхун Юдже     | Фарук Каваз тренер: Ахмет Челик                | ЧЕ 2023 (9 место)                    |
| 2024—25 | Угурджан Карагёз | Мухаммет Хайдар Демирель | Фарук Каваз              | Serkan Karagöz | Mahsun Celebi тренер: Ахмет Челик              | ЧЕ 2024 (15 место)                   |

(скипы выделены полужирным шрифтом)